# NGC 575
NGC 575 é uma galáxia espiral barrada (SBc) localizada na direcção da constelação de Pisces. Possui uma declinação de +21° 26' 25" e uma ascensão recta de 1 horas, 30 minutos e 46,4 segundos.
A galáxia NGC 575 foi descoberta em 17 de Outubro de 1876 por Édouard Jean-Marie Stephan.